# Bogofa
Bogofa este o comună din departamentul Nassian, regiunea Zanzan, Coasta de Fildeș.